# 18950 Marakessler
18950 Marakessler este un asteroid din centura principală de asteroizi.

## Descriere
18950 Marakessler este un asteroid din centura principală de asteroizi. A fost descoperit pe 26 august 2000 la Socorro, New Mexico, în cadrul proiectului LINEAR. Asteroidul prezintă o orbită caracterizată de o semiaxă mare de 2,74 ua, o excentricitate de 0,06 și o înclinație de 5,0° în raport cu ecliptica.